# Woody Herman
Woodrow Charles "Woody" Herman (Milwaukee, 16 de maio de 1913 – Los Angeles, 29 de outubro de 1987) foi um músico de jazz, clarinetista, saxofonista, líder de banda e cantor norte-americano.
Nascido em Milwaukee, no estado de Wisconsin, Estados Unidos, Herman foi uma criança prodígio que cantou e dançou em vaudeville com seis anos. Já aos 11 anos, ele começou a tocar saxofone e mais tarde o clarinete  e, quatro anos depois, ele era um músico profissional. Herman ganhou sua experiência tocando em bandas de Tom Gerun, Harry Sosnik e Gus Arnheim.
Lançou seu primeiro disco "The Sentimental Gentleman from Georgia", quando tinha 16 anos de idade.